# Saturnino Yebra
Saturnino Roberto Yebra – piłkarz argentyński, obrońca.
Jako piłkarz klubu Rosario Central wziął udział w turnieju Copa América 1945, gdzie Argentyna zdobyła tytuł mistrza Ameryki Południowej. Yebra zagrał tylko w meczu z Kolumbią, gdzie w 57 minucie zastąpił na boisku José Salomóna. Był to w jego karierze jedyny występ w reprezentacji.
Yebra grał także w klubach Racing Club de Avellaneda i CA Banfield. Łącznie w lidze argentyńskiej rozegrał 114 meczów i zdobył 1 bramkę (8 sierpnia 1948 roku z rzutu karnego jako gracz Banfield w zremisowanym 1:1 meczu przeciwko klubowi CA Huracán).